# Ammoniumnatriumdivanadat
Ammoniumnatriumdivanadat, Na2(NH4)2V2O7 ist eine chemische Verbindung zwischen Ammonium, Natrium und dem Divanadat-Ion (V2O74−).

## Eigenschaften
Die Verbindung ist ein geruchloses, oranges Pulver. Es ist nicht brennbar und zersetzt sich bei 150 °C. In Wasser ist Ammoniumnatriumdivanadat nur wenig löslich.

## Toxikologie
Der Stoff wirkt toxisch beim Verschlucken und Inhalation. Bei längerer Exposition kann es zu Schäden der Atmungsorgane kommen. Schwere Reizungen werden am Auge verursacht. Bei schwangeren Frauen kann es das Kind im Mutterleib schädigen.